# 新潟青年師範学校
| 新潟青年師範学校 （新潟青師） | 新潟青年師範学校 （新潟青師） |
| ----------------------------- | ----------------------------- |
| 創立                          | 1944年                        |
| 所在地                        | 新潟県新発田市                |
| 初代校長                      | 加藤覚亮                      |
| 廃止                          | 1951年                        |
| 後身校                        | 新潟大学                      |
| 同窓会                        |                               |

新潟青年師範学校 （にいがたせいねんしはんがっこう） は、1944年 （昭和19年） に設立された青年師範学校である。

## 概要
- 1922年 （大正11年） 設立の新潟県立農業補習学校教員養成所を起源とする。
- 1944年、新潟県立青年学校教員養成所 （1935年設立） が国に移管されて新潟青年師範学校となった。
- 第二次世界大戦後の学制改革により、新制新潟大学教育学部の母体の一つとなった。

## 沿革
- 1922年3月： 新潟県立農業補習学校教員養成所設立 （1年制）。
  - 新潟県立加茂農林学校 （現・新潟県立加茂農林高等学校） に併設。
  - 初代所長： 桜田潮。
- 1930年： 2年制となる （隔年募集）。
- 1935年4月： 新潟県立青年学校教員養成所と改称 （2年制、毎年募集）。
- 1940年： 長岡女子師範学校に新潟県立女子青年学校教員養成所を併設。
- 1941年11月24日： 併設先の加茂農林学校校舎焼失。
- 1944年4月1日： 官立移管され新潟青年師範学校となる （本科3年制）。
- 1946年3月： 北蒲原郡新発田町 （現・新発田市） の陸軍歩兵第16連隊兵舎跡（現在の新発田駐屯地）に移転。
- 1949年5月31日： 新制新潟大学発足。
  - 新潟第一師範学校・新潟第二師範学校と共に教育学部の母体として包括された。
  - 青年師範学校校地には新発田分校が設置された （1953年3月、事実上閉校）。
- 1951年3月： 新潟大学新潟青年師範学校 （旧制）、廃止。

## 歴代校長
官立新潟青年師範学校
- 校長： 加藤覚亮（1944年4月 - ? ）
  - 新潟第一師範学校校長と兼務。
- 校長： 片岡一亀 （1945年4月1日 - ）

## 校地の変遷と継承

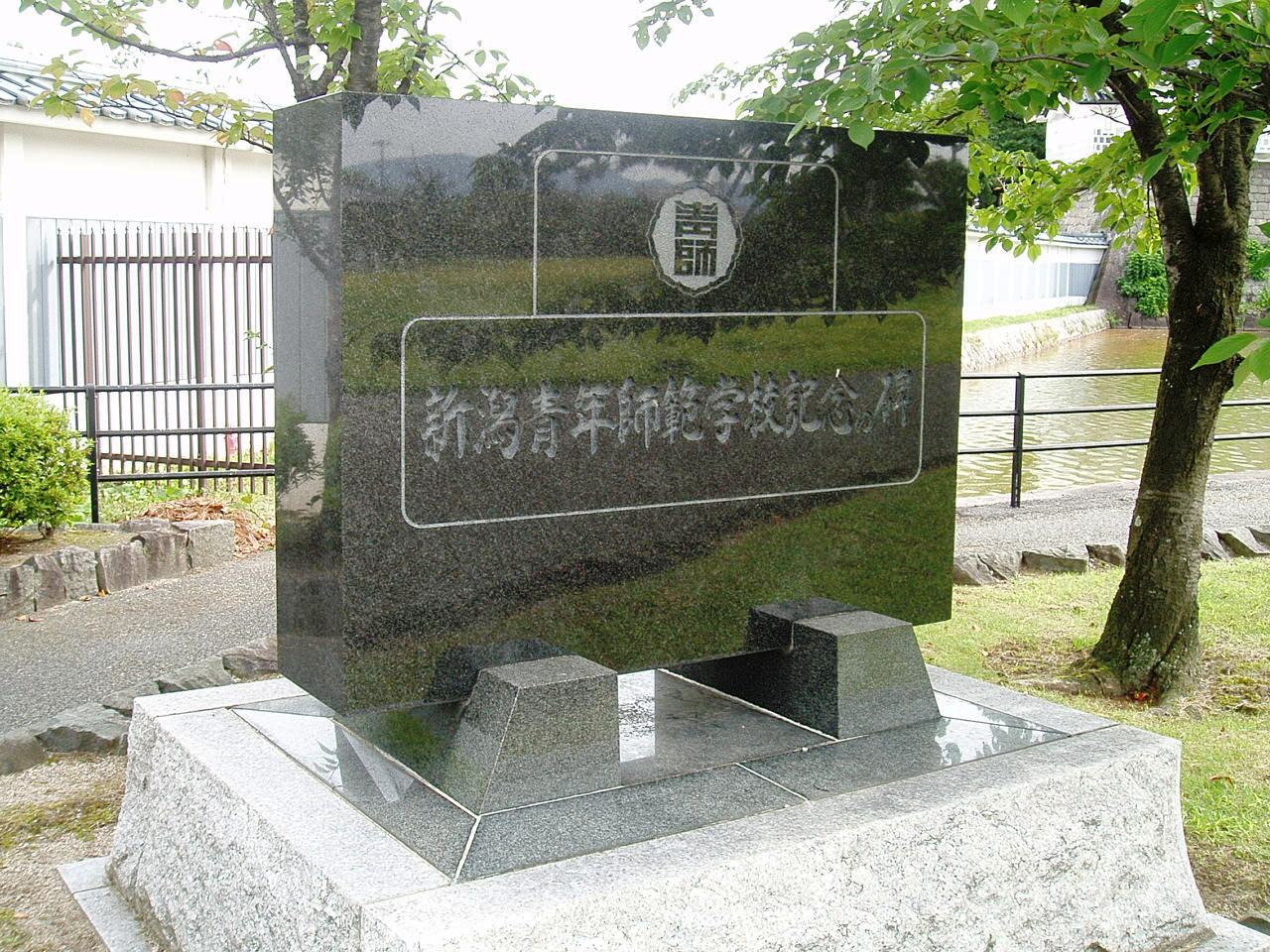
記念の碑（新発田城址公園内）

前身の新潟県立青年学校教員養成所に引き続き、加茂農林学校 （現・新潟県加茂市の加茂農林高等学校） 校内を使用した。1946年、北蒲原郡新発田町 （1947年から新発田市） の誘致に応えて、新発田城本丸の陸軍歩兵第16連隊兵舎跡に移転した。新発田校地は後身の新制新潟大学教育学部に引き継がれ、新潟大学新発田分校となった （1951年4月から教育学部新発田分校）。新発田分校は1952年12月で廃止予定だったが廃校への反発もあり、新潟分校と改称されてからも 1953年3月まで新発田に残留した。同年4月、新潟分校は新潟市旭町通の教育学部本校内に移転し （新潟分校は1956年3月廃止）、旧新発田校地は警察予備隊に引き渡された （現・陸上自衛隊新発田駐屯地）。

## 関連文献
- 新潟大学二十五年史編集委員会（編）　『新潟大学二十五年史 : 総編』　新潟大学二十五年史刊行委員会、1974年、37頁-40頁。
- 新潟大学五十年史編集委員会（編）　『新潟大学五十年史 : 総編』　  新潟大学五十年史刊行委員会 、2000年6月、22頁-23頁。
- 『官報』